# Q-похідна
Q-похідна або похідна Джексона — це q-аналог звичайної похідної, який запропонував Франк Гілтон Джексон. Q-похідна обернена до q-інтегрування Джексона. Інші види q-похідної можна знайти в статті К. С. Чанга, В. С. Чанга, С. Т. Нама і Г. Дж. Кана.

## Визначення
Q-похідна функції f (x) визначається як
{\displaystyle \left({\frac {d}{dx}}\right)_{q}f(x)={\frac {f(qx)-f(x)}{qx-x}}.}
і часто записується як {\displaystyle D_{q}f(x)}. Q-похідна відома також як похідна Джексона.
Формально, в термінах оператора зсуву Лагранжа в логарифмічних змінних, це рівносильно оператору
{\displaystyle D_{q}={\frac {1}{x}}~{\frac {q^{d~~~ \over d(\ln x)}-1}{q-1}}~,}
який приводить до звичайної похідної, → d ⁄ dx при q → 1.
Оператор очевидно лінійний,
{\displaystyle \displaystyle D_{q}(f(x)+g(x))=D_{q}f(x)+D_{q}g(x)~.}
Q-похідна має правило для добутку, аналогічне правилу добутку для звичайної похідної в двох еквівалентних формах
{\displaystyle \displaystyle D_{q}(f(x)g(x))=g(x)D_{q}f(x)+f(qx)D_{q}g(x)=g(qx)D_{q}f(x)+f(x)D_{q}g(x).}
Аналогічно, q-похідна задовольняє правилу для ділення,
{\displaystyle \displaystyle D_{q}(f(x)/g(x))={\frac {g(x)D_{q}f(x)-f(x)D_{q}g(x)}{g(qx)g(x)}},\quad g(x)g(qx)\neq 0.}
Є також правило, подібне до правила звичайного диференціювання суперпозиції функцій. нехай {\displaystyle g(x)=cx^{k}} . тоді
{\displaystyle \displaystyle D_{q}f(g(x))=D_{q^{k}}(f)(g(x))D_{q}(g)(x).}
Власна функція q -похідної — це q-показникова функція eq(x).

## Зв'язок зі звичайними похідними
Q-диференціювання нагадує звичайне диференціювання з курйозними відмінностями. Наприклад, q-похідна одночлена дорівнює
{\displaystyle \left({\frac {d}{dz}}\right)_{q}z^{n}={\frac {1-q^{n}}{1-q}}z^{n-1}=[n]_{q}z^{n-1}} ,
де {\displaystyle [n]_{q}} — q-дужка числа n. Зауважимо, що {\displaystyle \lim _{q\to 1}[n]_{q}=n}, так що звичайна похідна повертається в границі.
Для функції n-а q-похідну можна задати як:
{\displaystyle (D_{q}^{n}f)(0)={\frac {f^{(n)}(0)}{n!}}{\frac {(q;q)_{n}}{(1-q)^{n}}}={\frac {f^{(n)}(0)}{n!}}[n]_{q}!}
за умови, що звичайна n-а похідна функції f існує в x = 0. Тут {\displaystyle (q;q)_{n}} — q-символ Похгаммера, а {\displaystyle [n]_{q}!} — q-факторіал. Якщо функція {\displaystyle f(x)} аналітична, можна використати формулу Тейлора для визначення {\displaystyle D_{q}(f(x))}
{\displaystyle \displaystyle D_{q}(f(x))=\sum _{k=0}^{\infty }{\frac {(q-1)^{k}}{(k+1)!}}x^{k}f^{(k+1)}(x).}
Q-аналог розкладу Тейлора функції поблизу нуля:
{\displaystyle f(z)=\sum _{n=0}^{\infty }f^{(n)}(0)\,{\frac {z^{n}}{n!}}=\sum _{n=0}^{\infty }(D_{q}^{n}f)(0)\,{\frac {z^{n}}{[n]_{q}!}}}